# Panchpara
Panchpara là một thị trấn thống kê (census town) của quận Haora thuộc bang Tây Bengal, Ấn Độ.

## Nhân khẩu
Theo điều tra dân số năm 2001 của Ấn Độ, Panchpara có dân số 15.078 người. Phái nam chiếm 52% tổng số dân và phái nữ chiếm 48%. Panchpara có tỷ lệ 71% biết đọc biết viết, cao hơn tỷ lệ trung bình toàn quốc là 59,5%: tỷ lệ cho phái nam là 74%, và tỷ lệ cho phái nữ là 67%. Tại Panchpara, 14% dân số nhỏ hơn 6 tuổi.